# 1702
Portal Geschichte | Portal Biografien | Aktuelle Ereignisse | Jahreskalender | Tagesartikel

◄ |
17. Jahrhundert |
18. Jahrhundert
| 19. Jahrhundert | ►

◄ |
1670er |
1680er |
1690er |
1700er
| 1710er | 1720er | 1730er | ►

◄◄ |
◄ |
1698 |
1699 |
1700 |
1701 |
1702
| 1703 | 1704 | 1705 | 1706 | ► | ►►
Staatsoberhäupter  · Nekrolog   · Musikjahr
| Januar | Januar | Januar | Januar | Januar | Januar | Januar | Januar |
| Kw     | Mo     | Di     | Mi     | Do     | Fr     | Sa     | So     |
| ------ | ------ | ------ | ------ | ------ | ------ | ------ | ------ |
| 52     |        |        |        |        |        |        | 1      |
| 1      | 2      | 3      | 4      | 5      | 6      | 7      | 8      |
| 2      | 9      | 10     | 11     | 12     | 13     | 14     | 15     |
| 3      | 16     | 17     | 18     | 19     | 20     | 21     | 22     |
| 4      | 23     | 24     | 25     | 26     | 27     | 28     | 29     |
| 5      | 30     | 31     |        |        |        |        |        |

| Februar | Februar | Februar | Februar | Februar | Februar | Februar | Februar |
| Kw      | Mo      | Di      | Mi      | Do      | Fr      | Sa      | So      |
| ------- | ------- | ------- | ------- | ------- | ------- | ------- | ------- |
| 5       |         |         | 1       | 2       | 3       | 4       | 5       |
| 6       | 6       | 7       | 8       | 9       | 10      | 11      | 12      |
| 7       | 13      | 14      | 15      | 16      | 17      | 18      | 19      |
| 8       | 20      | 21      | 22      | 23      | 24      | 25      | 26      |
| 9       | 27      | 28      |         |         |         |         |         |

| März | März | März | März | März | März | März | März |
| Kw   | Mo   | Di   | Mi   | Do   | Fr   | Sa   | So   |
| ---- | ---- | ---- | ---- | ---- | ---- | ---- | ---- |
| 9    |      |      | 1    | 2    | 3    | 4    | 5    |
| 10   | 6    | 7    | 8    | 9    | 10   | 11   | 12   |
| 11   | 13   | 14   | 15   | 16   | 17   | 18   | 19   |
| 12   | 20   | 21   | 22   | 23   | 24   | 25   | 26   |
| 13   | 27   | 28   | 29   | 30   | 31   |      |      |

| April | April | April | April | April | April | April | April |
| Kw    | Mo    | Di    | Mi    | Do    | Fr    | Sa    | So    |
| ----- | ----- | ----- | ----- | ----- | ----- | ----- | ----- |
| 13    |       |       |       |       |       | 1     | 2     |
| 14    | 3     | 4     | 5     | 6     | 7     | 8     | 9     |
| 15    | 10    | 11    | 12    | 13    | 14    | 15    | 16    |
| 16    | 17    | 18    | 19    | 20    | 21    | 22    | 23    |
| 17    | 24    | 25    | 26    | 27    | 28    | 29    | 30    |

| Mai | Mai | Mai | Mai | Mai | Mai | Mai | Mai |
| Kw  | Mo  | Di  | Mi  | Do  | Fr  | Sa  | So  |
| --- | --- | --- | --- | --- | --- | --- | --- |
| 18  | 1   | 2   | 3   | 4   | 5   | 6   | 7   |
| 19  | 8   | 9   | 10  | 11  | 12  | 13  | 14  |
| 20  | 15  | 16  | 17  | 18  | 19  | 20  | 21  |
| 21  | 22  | 23  | 24  | 25  | 26  | 27  | 28  |
| 22  | 29  | 30  | 31  |     |     |     |     |

| Juni | Juni | Juni | Juni | Juni | Juni | Juni | Juni |
| Kw   | Mo   | Di   | Mi   | Do   | Fr   | Sa   | So   |
| ---- | ---- | ---- | ---- | ---- | ---- | ---- | ---- |
| 22   |      |      |      | 1    | 2    | 3    | 4    |
| 23   | 5    | 6    | 7    | 8    | 9    | 10   | 11   |
| 24   | 12   | 13   | 14   | 15   | 16   | 17   | 18   |
| 25   | 19   | 20   | 21   | 22   | 23   | 24   | 25   |
| 26   | 26   | 27   | 28   | 29   | 30   |      |      |

| Juli | Juli | Juli | Juli | Juli | Juli | Juli | Juli |
| Kw   | Mo   | Di   | Mi   | Do   | Fr   | Sa   | So   |
| ---- | ---- | ---- | ---- | ---- | ---- | ---- | ---- |
| 26   |      |      |      |      |      | 1    | 2    |
| 27   | 3    | 4    | 5    | 6    | 7    | 8    | 9    |
| 28   | 10   | 11   | 12   | 13   | 14   | 15   | 16   |
| 29   | 17   | 18   | 19   | 20   | 21   | 22   | 23   |
| 30   | 24   | 25   | 26   | 27   | 28   | 29   | 30   |
| 31   | 31   |      |      |      |      |      |      |

| August | August | August | August | August | August | August | August |
| Kw     | Mo     | Di     | Mi     | Do     | Fr     | Sa     | So     |
| ------ | ------ | ------ | ------ | ------ | ------ | ------ | ------ |
| 31     |        | 1      | 2      | 3      | 4      | 5      | 6      |
| 32     | 7      | 8      | 9      | 10     | 11     | 12     | 13     |
| 33     | 14     | 15     | 16     | 17     | 18     | 19     | 20     |
| 34     | 21     | 22     | 23     | 24     | 25     | 26     | 27     |
| 35     | 28     | 29     | 30     | 31     |        |        |        |

| September | September | September | September | September | September | September | September |
| Kw        | Mo        | Di        | Mi        | Do        | Fr        | Sa        | So        |
| --------- | --------- | --------- | --------- | --------- | --------- | --------- | --------- |
| 35        |           |           |           |           | 1         | 2         | 3         |
| 36        | 4         | 5         | 6         | 7         | 8         | 9         | 10        |
| 37        | 11        | 12        | 13        | 14        | 15        | 16        | 17        |
| 38        | 18        | 19        | 20        | 21        | 22        | 23        | 24        |
| 39        | 25        | 26        | 27        | 28        | 29        | 30        |           |

| Oktober | Oktober | Oktober | Oktober | Oktober | Oktober | Oktober | Oktober |
| Kw      | Mo      | Di      | Mi      | Do      | Fr      | Sa      | So      |
| ------- | ------- | ------- | ------- | ------- | ------- | ------- | ------- |
| 39      |         |         |         |         |         |         | 1       |
| 40      | 2       | 3       | 4       | 5       | 6       | 7       | 8       |
| 41      | 9       | 10      | 11      | 12      | 13      | 14      | 15      |
| 42      | 16      | 17      | 18      | 19      | 20      | 21      | 22      |
| 43      | 23      | 24      | 25      | 26      | 27      | 28      | 29      |
| 44      | 30      | 31      |         |         |         |         |         |

| November | November | November | November | November | November | November | November |
| Kw       | Mo       | Di       | Mi       | Do       | Fr       | Sa       | So       |
| -------- | -------- | -------- | -------- | -------- | -------- | -------- | -------- |
| 44       |          |          | 1        | 2        | 3        | 4        | 5        |
| 45       | 6        | 7        | 8        | 9        | 10       | 11       | 12       |
| 46       | 13       | 14       | 15       | 16       | 17       | 18       | 19       |
| 47       | 20       | 21       | 22       | 23       | 24       | 25       | 26       |
| 48       | 27       | 28       | 29       | 30       |          |          |          |

| Dezember | Dezember | Dezember | Dezember | Dezember | Dezember | Dezember | Dezember |
| Kw       | Mo       | Di       | Mi       | Do       | Fr       | Sa       | So       |
| -------- | -------- | -------- | -------- | -------- | -------- | -------- | -------- |
| 48       |          |          |          |          | 1        | 2        | 3        |
| 49       | 4        | 5        | 6        | 7        | 8        | 9        | 10       |
| 50       | 11       | 12       | 13       | 14       | 15       | 16       | 17       |
| 51       | 18       | 19       | 20       | 21       | 22       | 23       | 24       |
| 52       | 25       | 26       | 27       | 28       | 29       | 30       | 31       |

| Januar | Januar | Januar | Januar | Januar | Januar | Januar | Januar |
| Kw     | Mo     | Di     | Mi     | Do     | Fr     | Sa     | So     |
| ------ | ------ | ------ | ------ | ------ | ------ | ------ | ------ |
| 52     |        |        |        |        |        |        | 1      |
| 1      | 2      | 3      | 4      | 5      | 6      | 7      | 8      |
| 2      | 9      | 10     | 11     | 12     | 13     | 14     | 15     |
| 3      | 16     | 17     | 18     | 19     | 20     | 21     | 22     |
| 4      | 23     | 24     | 25     | 26     | 27     | 28     | 29     |
| 5      | 30     | 31     |        |        |        |        |        |

| Februar | Februar | Februar | Februar | Februar | Februar | Februar | Februar |
| Kw      | Mo      | Di      | Mi      | Do      | Fr      | Sa      | So      |
| ------- | ------- | ------- | ------- | ------- | ------- | ------- | ------- |
| 5       |         |         | 1       | 2       | 3       | 4       | 5       |
| 6       | 6       | 7       | 8       | 9       | 10      | 11      | 12      |
| 7       | 13      | 14      | 15      | 16      | 17      | 18      | 19      |
| 8       | 20      | 21      | 22      | 23      | 24      | 25      | 26      |
| 9       | 27      | 28      |         |         |         |         |         |

| März | März | März | März | März | März | März | März |
| Kw   | Mo   | Di   | Mi   | Do   | Fr   | Sa   | So   |
| ---- | ---- | ---- | ---- | ---- | ---- | ---- | ---- |
| 9    |      |      | 1    | 2    | 3    | 4    | 5    |
| 10   | 6    | 7    | 8    | 9    | 10   | 11   | 12   |
| 11   | 13   | 14   | 15   | 16   | 17   | 18   | 19   |
| 12   | 20   | 21   | 22   | 23   | 24   | 25   | 26   |
| 13   | 27   | 28   | 29   | 30   | 31   |      |      |

| April | April | April | April | April | April | April | April |
| Kw    | Mo    | Di    | Mi    | Do    | Fr    | Sa    | So    |
| ----- | ----- | ----- | ----- | ----- | ----- | ----- | ----- |
| 13    |       |       |       |       |       | 1     | 2     |
| 14    | 3     | 4     | 5     | 6     | 7     | 8     | 9     |
| 15    | 10    | 11    | 12    | 13    | 14    | 15    | 16    |
| 16    | 17    | 18    | 19    | 20    | 21    | 22    | 23    |
| 17    | 24    | 25    | 26    | 27    | 28    | 29    | 30    |

| Mai | Mai | Mai | Mai | Mai | Mai | Mai | Mai |
| Kw  | Mo  | Di  | Mi  | Do  | Fr  | Sa  | So  |
| --- | --- | --- | --- | --- | --- | --- | --- |
| 18  | 1   | 2   | 3   | 4   | 5   | 6   | 7   |
| 19  | 8   | 9   | 10  | 11  | 12  | 13  | 14  |
| 20  | 15  | 16  | 17  | 18  | 19  | 20  | 21  |
| 21  | 22  | 23  | 24  | 25  | 26  | 27  | 28  |
| 22  | 29  | 30  | 31  |     |     |     |     |

| Juni | Juni | Juni | Juni | Juni | Juni | Juni | Juni |
| Kw   | Mo   | Di   | Mi   | Do   | Fr   | Sa   | So   |
| ---- | ---- | ---- | ---- | ---- | ---- | ---- | ---- |
| 22   |      |      |      | 1    | 2    | 3    | 4    |
| 23   | 5    | 6    | 7    | 8    | 9    | 10   | 11   |
| 24   | 12   | 13   | 14   | 15   | 16   | 17   | 18   |
| 25   | 19   | 20   | 21   | 22   | 23   | 24   | 25   |
| 26   | 26   | 27   | 28   | 29   | 30   |      |      |

| Juli | Juli | Juli | Juli | Juli | Juli | Juli | Juli |
| Kw   | Mo   | Di   | Mi   | Do   | Fr   | Sa   | So   |
| ---- | ---- | ---- | ---- | ---- | ---- | ---- | ---- |
| 26   |      |      |      |      |      | 1    | 2    |
| 27   | 3    | 4    | 5    | 6    | 7    | 8    | 9    |
| 28   | 10   | 11   | 12   | 13   | 14   | 15   | 16   |
| 29   | 17   | 18   | 19   | 20   | 21   | 22   | 23   |
| 30   | 24   | 25   | 26   | 27   | 28   | 29   | 30   |
| 31   | 31   |      |      |      |      |      |      |

| August | August | August | August | August | August | August | August |
| Kw     | Mo     | Di     | Mi     | Do     | Fr     | Sa     | So     |
| ------ | ------ | ------ | ------ | ------ | ------ | ------ | ------ |
| 31     |        | 1      | 2      | 3      | 4      | 5      | 6      |
| 32     | 7      | 8      | 9      | 10     | 11     | 12     | 13     |
| 33     | 14     | 15     | 16     | 17     | 18     | 19     | 20     |
| 34     | 21     | 22     | 23     | 24     | 25     | 26     | 27     |
| 35     | 28     | 29     | 30     | 31     |        |        |        |

| September | September | September | September | September | September | September | September |
| Kw        | Mo        | Di        | Mi        | Do        | Fr        | Sa        | So        |
| --------- | --------- | --------- | --------- | --------- | --------- | --------- | --------- |
| 35        |           |           |           |           | 1         | 2         | 3         |
| 36        | 4         | 5         | 6         | 7         | 8         | 9         | 10        |
| 37        | 11        | 12        | 13        | 14        | 15        | 16        | 17        |
| 38        | 18        | 19        | 20        | 21        | 22        | 23        | 24        |
| 39        | 25        | 26        | 27        | 28        | 29        | 30        |           |

| Oktober | Oktober | Oktober | Oktober | Oktober | Oktober | Oktober | Oktober |
| Kw      | Mo      | Di      | Mi      | Do      | Fr      | Sa      | So      |
| ------- | ------- | ------- | ------- | ------- | ------- | ------- | ------- |
| 39      |         |         |         |         |         |         | 1       |
| 40      | 2       | 3       | 4       | 5       | 6       | 7       | 8       |
| 41      | 9       | 10      | 11      | 12      | 13      | 14      | 15      |
| 42      | 16      | 17      | 18      | 19      | 20      | 21      | 22      |
| 43      | 23      | 24      | 25      | 26      | 27      | 28      | 29      |
| 44      | 30      | 31      |         |         |         |         |         |

| November | November | November | November | November | November | November | November |
| Kw       | Mo       | Di       | Mi       | Do       | Fr       | Sa       | So       |
| -------- | -------- | -------- | -------- | -------- | -------- | -------- | -------- |
| 44       |          |          | 1        | 2        | 3        | 4        | 5        |
| 45       | 6        | 7        | 8        | 9        | 10       | 11       | 12       |
| 46       | 13       | 14       | 15       | 16       | 17       | 18       | 19       |
| 47       | 20       | 21       | 22       | 23       | 24       | 25       | 26       |
| 48       | 27       | 28       | 29       | 30       |          |          |          |

| Dezember | Dezember | Dezember | Dezember | Dezember | Dezember | Dezember | Dezember |
| Kw       | Mo       | Di       | Mi       | Do       | Fr       | Sa       | So       |
| -------- | -------- | -------- | -------- | -------- | -------- | -------- | -------- |
| 48       |          |          |          |          | 1        | 2        | 3        |
| 49       | 4        | 5        | 6        | 7        | 8        | 9        | 10       |
| 50       | 11       | 12       | 13       | 14       | 15       | 16       | 17       |
| 51       | 18       | 19       | 20       | 21       | 22       | 23       | 24       |
| 52       | 25       | 26       | 27       | 28       | 29       | 30       | 31       |

## Ereignisse

### Politik und Weltgeschehen

#### Großer Nordischer Krieg
- 23. März: König Karl XII. von Schweden verlässt das Winterquartier in Litauen und marschiert in Polen ein mit dem Ziel, Warschau zu besetzen. Die kurländische Bauerntochter Katharina, Frau eines schwedischen Dragoners, gerät über Fürst Menschikow in russische Gefangenschaft und wird Geliebte des Zaren Peters des Großen.
- 14. Mai: Warschau ergibt sich kampflos den Schweden. Es wird zur Zahlung einer hohen Kontribution gezwungen, bevor Karl XII. seinen Marsch nach Krakau fortsetzt.
- 12. Juli: Einheiten der schwedischen Marine schlagen eine russische Flotte in der ersten Seeschlacht des Großen Nordischen Krieges im Peipussee.

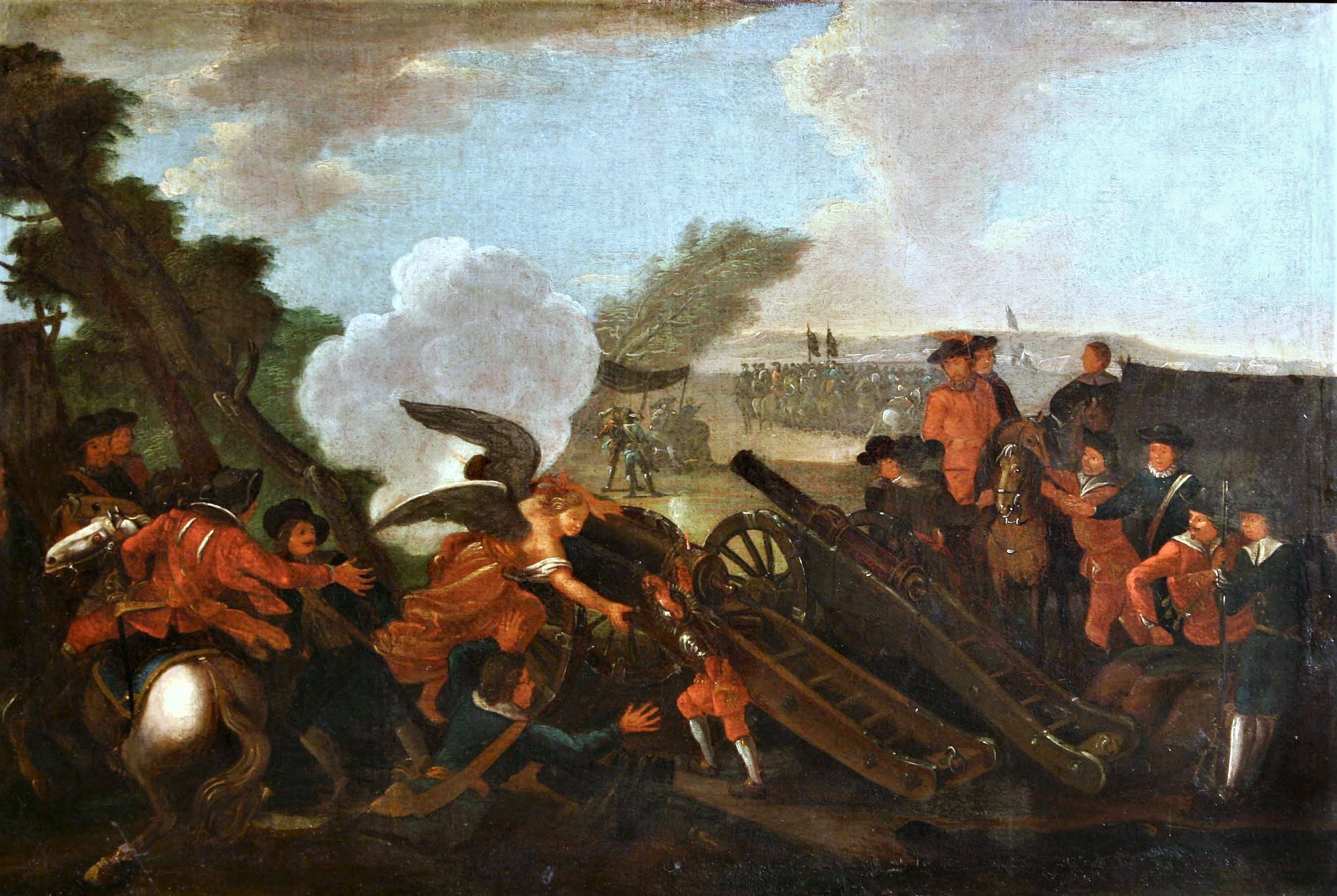
Schlacht bei Klissow

- 19. Juli: In der Schlacht bei Klissow siegen die zahlenmäßig unterlegenen Schweden unter König Karl XII. gegenüber dem sächsisch-polnischen Heer unter August dem Starken. 2.000 Sachsen werden getötet oder verletzt, und mehr als 1.000 geraten in schwedische Gefangenschaft. Auf schwedischer Seite werden 900 Soldaten getötet oder verletzt. Die Schweden erbeuten die gesamte sächsische Artillerie und den gesamten Tross mit Augusts Feldkasse mit 150.000 Reichstalern und seinem Silbergeschirr.

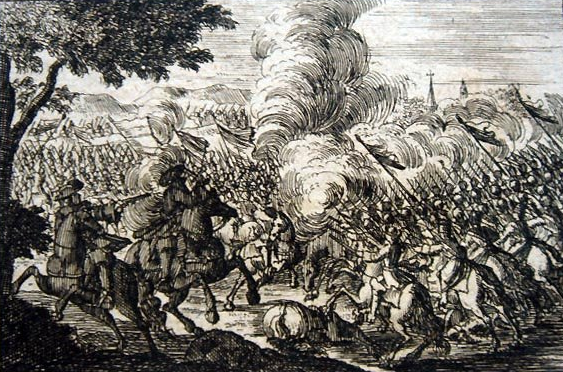
Gefecht bei Hummelshof

- 19. Juli: Die Russen erringen entscheidende Siege gegen die etwa 6000 Mann zählenden Schweden in Livland in den Gefechten bei Hummelshof (oder Hummelsdorf), nahe Dorpat und Marienburg in Livland, bei der nach schwedischen Angaben 840 Tote und 1000 Gefangene in der Schlacht selbst und weitere 1000 Schweden während der sich anschließenden Verfolgung zu beklagen sind.
- 31. Juli: Durch Augusts II. schnellen Rückzug über Sandomierz nach Thorn kann Karl XII. Krakau drei Wochen nach der Schlacht bei Klissow besetzen. Der König von Polen und Kurfürst von Sachsen August II. bietet den Schweden nach dieser Niederlage abermals Friedensverhandlungen an.
- August: Arvid Axel Mardefelt übernimmt die Leitung der schwedischen Heeresoperationen in Westpolen.

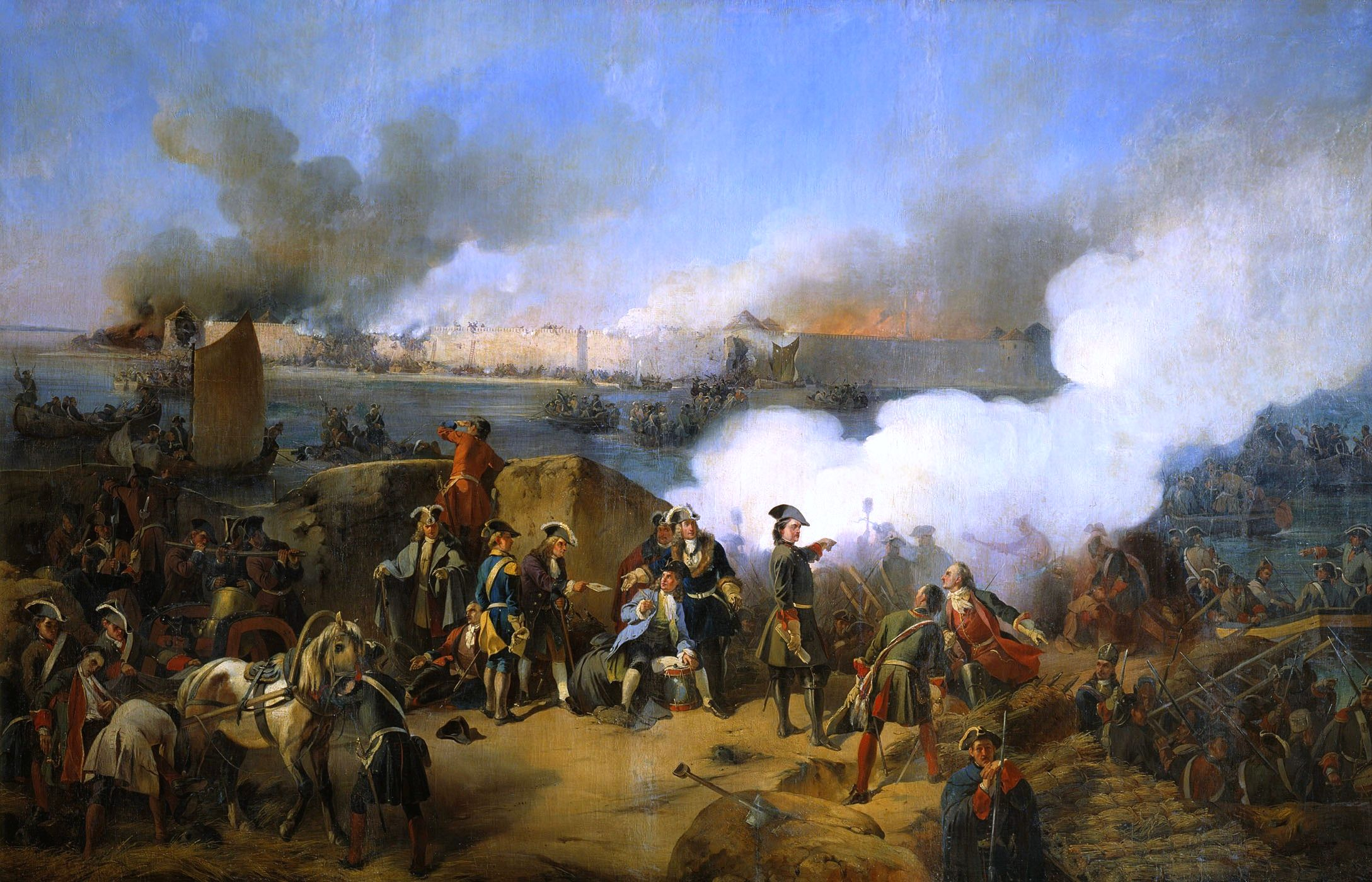
Sturm der russischen Truppen auf Nöteburg, Gemälde von Alexander von Kotzebue, 1846

- 7. Oktober bis 22. Oktober: Im Großen Nordischen Krieg nimmt die russische Armee die am Abfluss der Newa aus dem Ladogasee gelegene Inselfestung Nöteborg ein. Die darin liegende schwedische Besatzung gibt nach zweiwöchiger Belagerung mit konstantem Beschuss und ohne Hoffnung auf Entsatz auf.
- Ende Herbst: Karl XII. verlagert seine Truppen in die Winterquartiere bei Sandomierz und Kasimierz bei Krakau.
- August II. hält in Thorn einen erneuten polnischen Reichstag ab, auf dem ihm 100.000 Mann zugesagt wurden. Um die Gelder hierfür aufzubringen, reist August II. im Dezember nach Dresden.

#### England, Schottland und Irland
- 19. März: Nach dem Tod von Wilhelm III. wird Anne die letzte Königin von England, Schottland und Irland aus dem Haus Stuart. Ihre Jugendfreundin Sarah Churchill, Duchess of Marlborough, wird wichtigste Hofdame und übt maßgeblichen Einfluss auf die durch Gicht und zahlreiche Schwangerschaften körperlich bereits schwer gezeichnete Königin aus. Ihr Ehemann John Churchill, 1. Duke of Marlborough, wird Oberbefehlshaber des englischen Heeres. Auf dessen Empfehlung hin wird Sidney Godolphin, 1. Earl of Godolphin, zum Lord High Treasurer ernannt.

#### Spanischer Erbfolgekrieg
- 1. Februar: Der im Spanischen Erbfolgekrieg von Prinz Eugen von Savoyen beabsichtigte Handstreich von Cremona gegen die von Franzosen gehaltene Stadt endet nach Anfangserfolgen mit dem Rückzug seiner kaiserlichen Truppen.

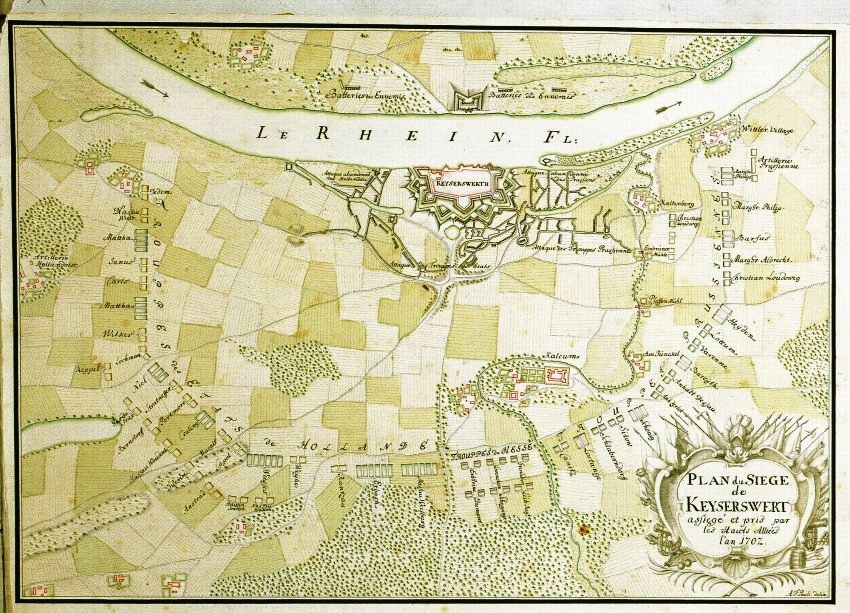
Belagerung von Kaiserswerth (Plan nach Westen ausgerichtet)

- 18. April: Im Rahmen einer Reichsexekution gegen Kurköln beginnt die Belagerung von Kaiserswerth, das Erzbischof und Kurfürst Joseph Clemens von Bayern den verbündeten Franzosen zur Zeit des Spanischen Erbfolgekriegs überlassen hat.
- 4. Mai: England erklärt Frankreich den Krieg. Am 8. Mai folgen die Niederlande, am 15. Mai das Heilige Römische Reich und am 16. Mai das Königreich Portugal.
- 13. Juni: Englische, niederländische und preußische Truppen belagern die französisch besetzte Stadt Lüttich.
- 15. Juni: Die Belagerung von Kaiserswerth endet mit der völligen Zerstörung und Übergabe von Stadt und Festung an die Alliierten. Nach dem Sieg der alliierten Truppen muss der Kölner Kurfürst nach weiteren Niederlagen ins Exil nach Frankreich flüchten. Die Stadt Kaiserswerth wird Johann Wilhelm, dem Kurfürsten von der Pfalz, übergeben.

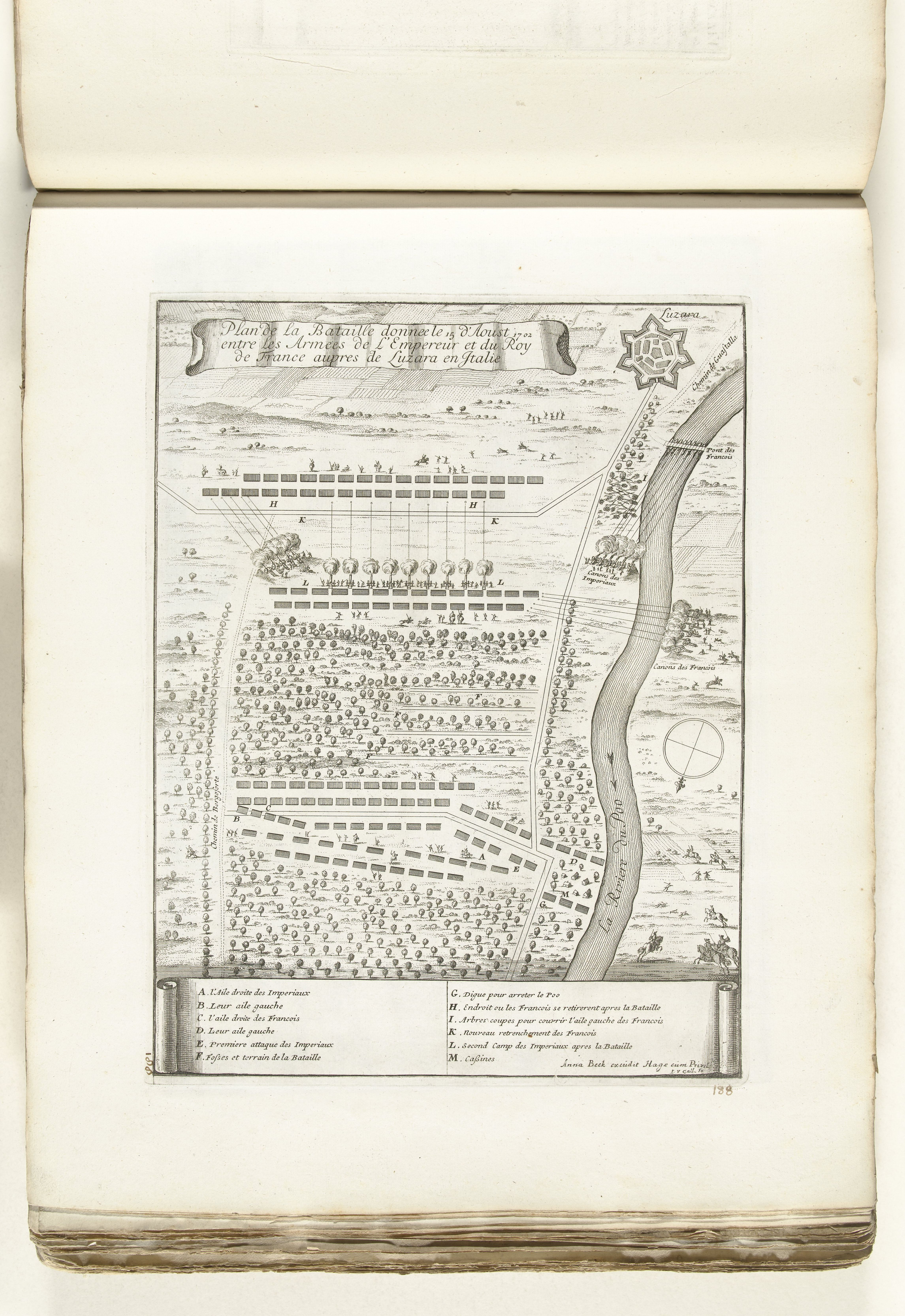
Plan der Schlacht bei Luzzara

- 15. August: Die Schlacht bei Luzzara zwischen kaiserlichen Truppen unter Eugen von Savoyen und einer französisch-spanischen Armee unter Louis II. Joseph de Bourbon, duc de Vendôme und König Philipp V. von Spanien endet ohne einen eindeutigen Sieg.
- 10. September: Der bayerische Kurfürst Maximilian II. Emanuel eröffnet mit einem Überfall auf die Reichsstadt Ulm den „bayerisch-deutschen Krieg“ gegen das Reich. Kurz nach dem Überfall auf Ulm fallen auch Memmingen und Dillingen in die Hände des bayerischen Kurfürsten. Danach wendet er sich gemäß seinen Eroberungsplänen nach Tirol, wo er allerdings an der berüchtigten Landesverteidigung scheitert. Anschließend bedroht Max Emanuel weitere Städte und Territorien im schwäbischen und fränkischen Raum, darunter auch Neuburg an der Donau und Augsburg, schließlich sogar Regensburg.
- 14. Oktober: Die Schlacht bei Friedlingen zwischen kaiserlichen Truppen unter Markgraf Ludwig Wilhelm von Baden-Baden und Frankreich unter Claude-Louis-Hector de Villars endet unentschieden, doch kann die Reichsarmee die Vereinigung von bayerischen und französischen Truppen verhindern. Am 15. Oktober erobern die Franzosen Schloss Friedlingen.

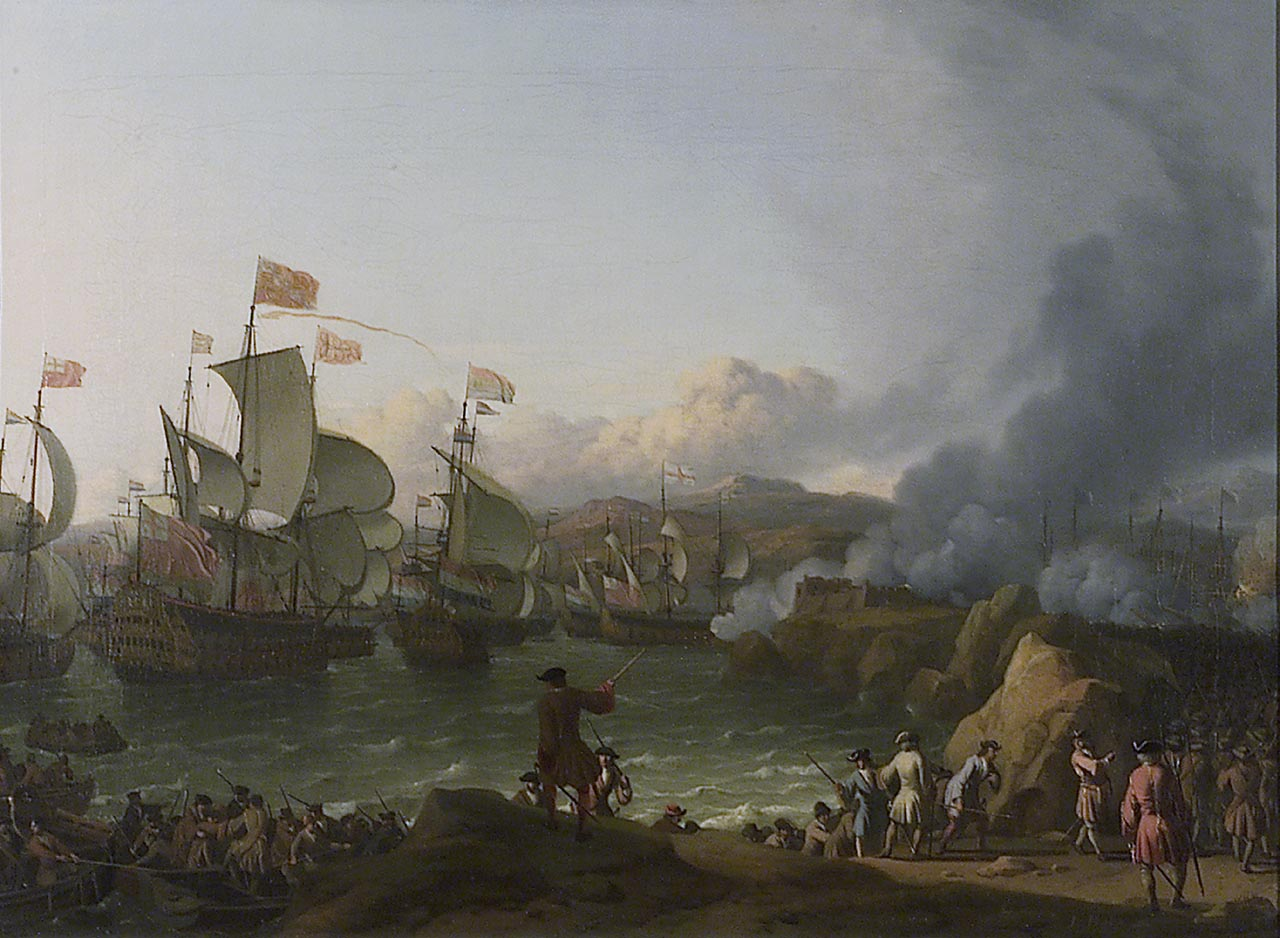
Die Schlacht in der Bucht von Vigo,
Ludolf Bakhuizen

- 23. Oktober: In der Seeschlacht bei Vigo besiegt eine englisch-niederländische Flotte im Spanischen Erbfolgekrieg spanisch-französische Schiffe, die aus Kuba eingetroffene Schatzgaleonen im Hafen abschirmen. Die Angreifer versenken alle gegnerischen Schiffe und erbeuten noch nicht entladenes Silber aus den Galeonen.

#### Heiliges Römisches Reich

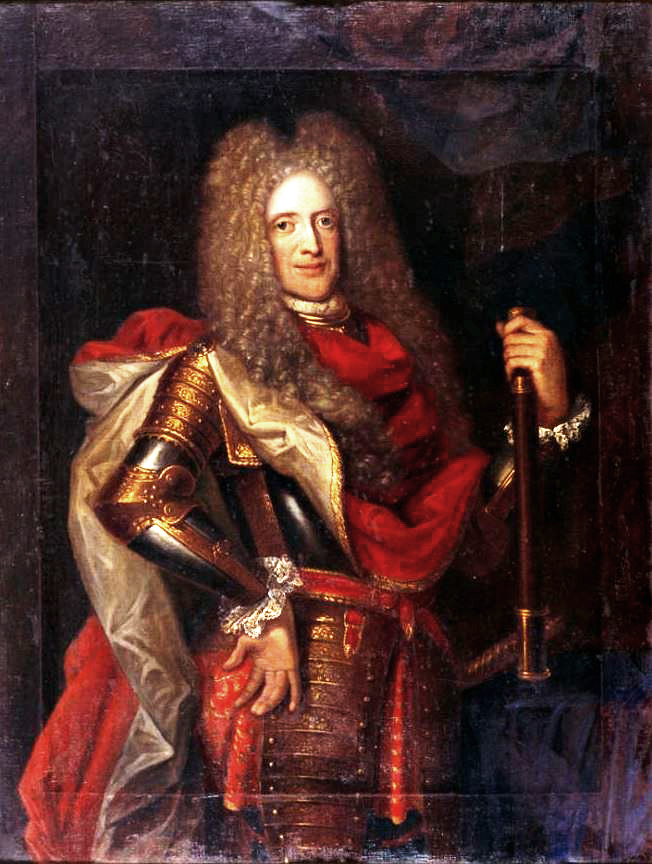
Anton Ulrich von Braunschweig-Wolfenbüttel

- 18. Februar: Herzog Anton Ulrich, der sich wegen der Verleihung der Kurfürstenwürde an die jüngere Linie des Hauses Braunschweig in Opposition zum Kaiser befindet, wird durch kaiserliches Mandat seiner Mitregentschaft in Braunschweig-Wolfenbüttel enthoben.
- 20. März: Hannoversche und cellische Truppen marschieren in das Wolfenbüttelsche Gebiet ein, entwaffnen die Truppen und schneiden die Städte Braunschweig und Wolfenbüttel von jeder Verbindung mit dem Umland ab. Anton Ulrich flüchtet nach Gotha, und sein Bruder Rudolf August muss am 19. April in Braunschweig einen Vergleich schließen, in dem er verbindlich zusagt, sich nicht der hannoverschen Primogenitur zu widersetzen und seinen Bruder dazu zu bringen, diese Übereinkunft anzuerkennen.
- 25. März: Preußen übernimmt die Herrschaft über die Grafschaft Lingen, den südlichen Teil des heutigen Landkreises Emsland.
- 5. Oktober: Nach längeren Beratungen des Regensburger Reichstages und Einholung eines Rechtsgutachtens erfolgt die offizielle Kriegserklärung des Reiches an Frankreich.

#### Frankreich
- 24. Juli: Wegen seiner grausamen Behandlung der Hugenotten wird der katholische Missionsinspektor François Langlade mit seiner Polizeitruppe von Kamisarden erschlagen. Damit beginnt ein jahrelanger blutiger Aufstand in den Cevennen. Der Bauernsohn Jean Cavalier kehrt aus Genf zurück und übernimmt rasch die Führung der Aufständischen.

#### Amerika
- In Nordamerika beginnt der Queen Anne’s War, der zweite der sogenannten Franzosen- und Indianerkriege.
- Jean-Baptiste Le Moyne de Bienville, Gouverneur der französischen Kolonie Louisiana, gründet gemeinsam mit seinem Bruder Pierre Le Moyne d’Iberville die Stadt Mobile im heutigen Alabama.

#### Japan
- 14. Dezember: Aus Rache für den Tod ihres Fürsten Asano dringen 47 Rōnin in das Haus des japanischen Shogunatsbeamten Kira Yoshihisa in Edo ein und töten ihn und seine männliche Gefolgschaft.

### Wirtschaft

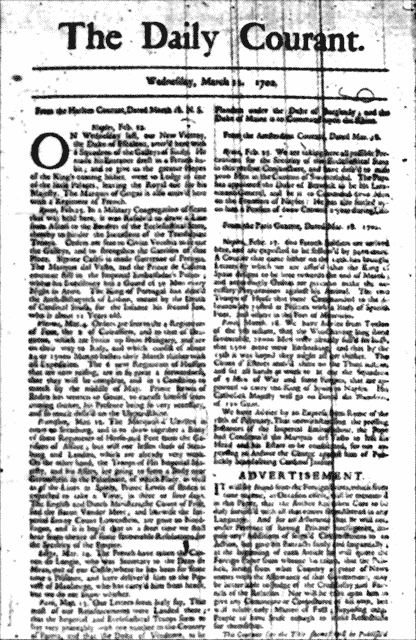
Erstausgabe des The Daily Courant

- 11. März: Die erste Tageszeitung im Vereinigten Königreich, The Daily Courant, erscheint.

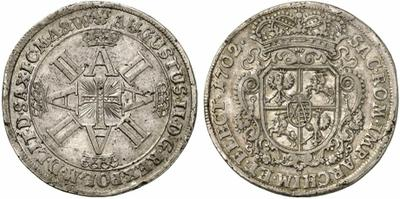
Beichlingscher Ordenstaler

- Sächsische Münzgeschichte: Die Münzstätte Leipzig im Kurfürstentum Sachsen beendet die Prägung des „Roten Seufzers“. Der sächsische Kurfürst August der Starke hat aus dem Münzbetrug einen Reingewinn von 236.000 Talern erzielt, mit dem er seine Kriegsführung finanzieren kann. Die Schuld an der Emission des minderwertigen Sechspfennigstücks und der darauf folgenden Geldkrise wird Großkanzler Wolf Dietrich von Beichlingen zugeschoben. Stattdessen wird der Beichlingsche Ordenstaler, ein Bankotaler, geprägt, die Prägung noch im gleichen Jahr aber wieder eingestellt.
- In Braunschweig-Wolfenbüttel wird der Luftpumpentaler geprägt.

### Wissenschaft und Technik

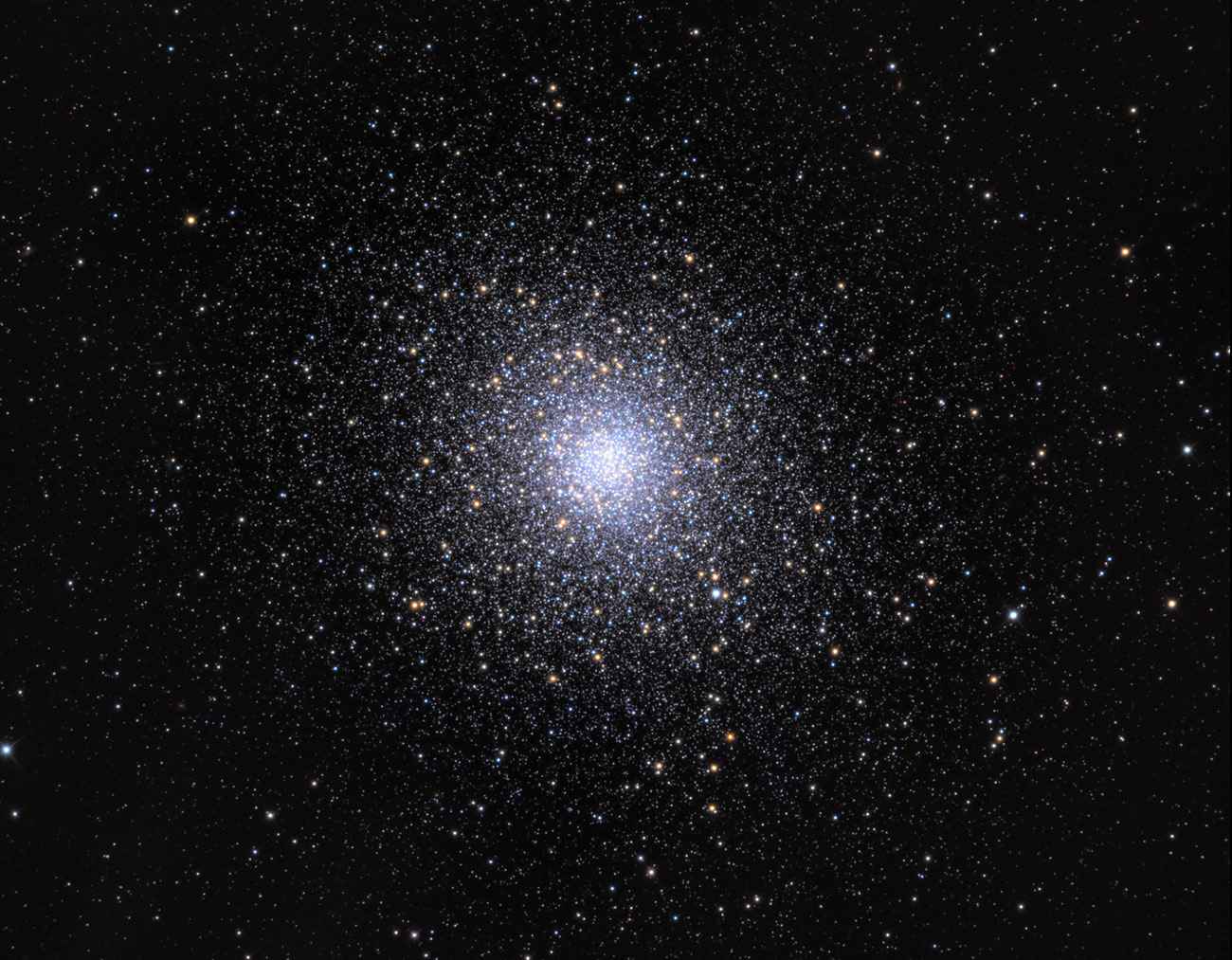
Messier 5

- 5. Mai: Gottfried und Maria Margaretha Kirch entdecken den später als Messier 5 bezeichneten Kugelsternhaufen im Sternbild Schlange.

### Kultur

#### Musik und Theater
- 25. Juni: Die Uraufführung der Oper L'Offendere per amore overo la Telesilla von Johann Joseph Fux mit dem Libretto von Donato Cupeda findet am Hoftheater in Wien statt.

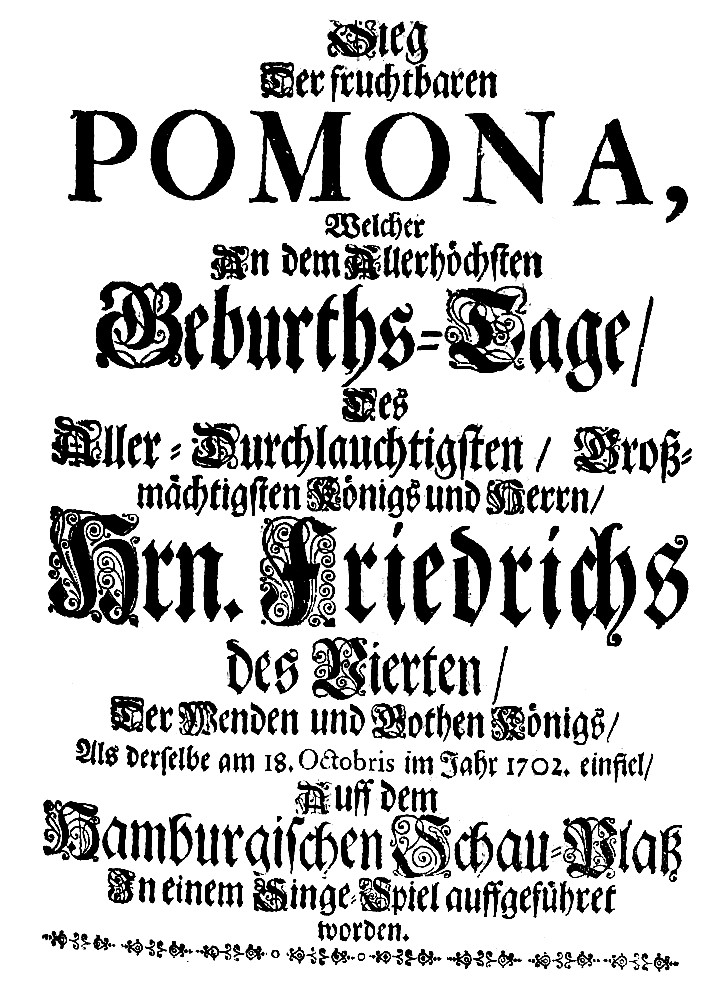
Titelblatt des Librettos

- 19. Oktober: Anlässlich des Geburtstags von König Friedrich IV. von Dänemark hat die Oper Sieg der fruchtbaren Pomona von Reinhard Keiser auf das Libretto von Christian Heinrich Postel seine Uraufführung am Theater am Gänsemarkt in Hamburg.
- 15. November: Die Uraufführung der Oper La Clemenza d'Augusto von Johann Joseph Fux mit dem Libretto von Pietro Antonio Bernardoni findet am Hoftheater in Wien statt.

### Religion
- Der bisherige Koadjutor der Diözese Wien Franz Anton von Harrach wird als Nachfolger des am 7. Januar verstorbenen Ernst von Trautson zum Fürstbischof von Wien erhoben. Er erhält die Bischofsweihe durch Johann Philipp von Lamberg, Fürstbischof des Bistums Passau.
- Die Kathedrale in Mongiuffi Melia wird umgebaut.
- Das Franziskanerkloster Straubing wird gegründet.

### Katastrophen

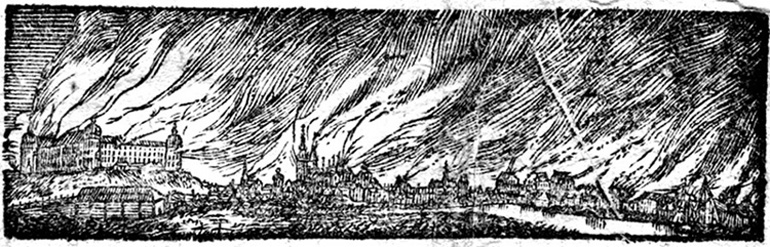
Brand von Uppsala

- 15./16. Mai: Ein Großbrand verwüstet die schwedische Stadt Uppsala. Das Feuer verwüstet fast die ganze Stadt. Die Domkirche, das Schloss und ein Großteil der Universitätsgebäude mit Ausnahme des Gustavianums werden beschädigt. Nicht nur die materiellen Schäden sind enorm, auch kulturelle Werte werden ein Raub der Flammen. Es dauert Jahrzehnte, bis sich die Stadt von der Katastrophe erholt hat.

## Geboren

### Januar bis April
- 06. Januar: Johann Adam von Ickstatt, Direktor der Universität Ingolstadt († 1776)
- 06. Januar: José de Nebra, spanischer Komponist († 1768)
- 10. Januar: Johannes Zick, bayrischer Freskomaler des Barock († 1762)
- 12. Januar: Jacques-André-Joseph Camelot Aved, französischer Porträtmaler, Kunstsammler und Kunsthändler († 1766)
- 13. Januar: Thomas Arthur de Lally-Tollendal, französischer General († 1766)
- 14. Januar: Nakamikado, 114. Kaiser von Japan († 1737)
- 15. Januar: Johann Ernst Hebenstreit, deutscher Mediziner († 1757)
- 24. Januar: Friederike Henriette von Anhalt-Bernburg, Fürstin von Anhalt-Köthen († 1723)
- 25. Januar: Franz Anton Engl Graf von Wagrain, Bischof des Csanáder Bistums († 1777)
- 03. Februar: Michael Adelbulner, deutscher Mathematiker, Physiker und Astronom († 1779)
- 03. Februar: Giovanni Battista Vaccarini, sizilianischer Architekt († 1768)
- 12. Februar: Johann Joseph Resler, österreichischer Bildhauer († 1772)
- 17. Februar: Hermann Werner von der Asseburg, kurkölnischer Minister und Politiker († 1779)
- 02. März: Henriette Marie von Brandenburg-Schwedt, Herzogin von Württemberg († 1782)
- 05. März: Johann Friedrich Gühling, deutscher evangelischer Theologe († 1772)
- 13. März: Burkhardt Tschudi, britischer Cembalobauer († 1773)
- 27. März: Johann Ernst Eberlin, deutscher Komponist und Organist († 1762)
- 06. April: Philipp Becker, deutscher Rechtswissenschaftler († 1747)
- 16. April: Juan de Balmaceda, spanischer Jurist, Kolonialverwalter und Gouverneur von Chile († 1778)
- 17. April: Mihály Ambrosovszky, ungarischer Kirchenhistoriker († 1792)
- 28. April: Karl Maximilian von Dietrichstein, österreichischer Fürst und Politiker († 1784)

### Mai bis August
- 02. Mai: Friedrich Christoph Oetinger, deutscher Theologe, führender Pietist († 1782)
- 17. Mai: Johann Anton Aigner, österreichischer fürstbischöflicher geistlicher Rath und Pfarrer († 1775)
- 17. Mai: Heinrich Schlumpf, Schweizer Bürgermeister und Tagsatzungsgesandter († 1783)
- 24. Mai: Joseph Friedrich Ernst, Fürst von Hohenzollern-Sigmaringen († 1769)
- 29. Mai: Michael Karl von Althann, Graf von Goldburg und Murstetten, Erzbischof von Bari und Bischof von Waitzen († 1756)
- 02. Juni: Peter Gerwin von Franken-Siersdorf, Generalvikar in Köln († 1763)
- 02. Juni: Zenón de Somodevilla y Bengoechea, spanischer Staatsmann und Reformator († 1781)
- 05. Juni: Willem van Keppel, 2. Earl of Albemarle, britischer Politiker und Diplomat († 1754)
- 07. Juni: Ludwig Georg Simpert, Markgraf von Baden-Baden († 1761)
- 13. Juni: Michał Kazimierz Radziwiłł, Großhetman von Litauen († 1762)
- 19. Juni: Friedrich August Rutowski, kursächsischer Feldmarschall († 1764)
- 07. Juli: Maximilian Hellmann, österreichischer Cymbalist, Paukist und Komponist († 1763)
- 16. Juli: Johann Schneider, deutscher Komponist, Organist und Violinist († 1788)
- 18. Juli: Maria Clementina Sobieska, polnische Prinzessin, Titularkönigin von Großbritannien, Irland und Frankreich († 1735)
- 31. Juli: Jean-Denis Attiret, französischer Jesuiten-Missionar und Maler († 1768)
- 07. August: Ehrenreich Gerhard Coldewey, deutscher Gelehrter, Jurist und Ostfrieslandkenner († 1773)
- 07. August: Muhammad Shah, indischer Großmogul († 1748)
- 08. August: Joseph Ignaz Schilling, deutscher Maler († 1773)
- 10. August: Stepan Fjodorowitsch Apraxin, russischer Feldmarschall († 1758)
- 12. August: Józef Andrzej Załuski, polnischer Adeliger, katholischer Bischof, Autor, Politiker und Büchersammler († 1774)
- 15. August: Francesco Zuccarelli, italienischer Maler († 1788)
- 25. August: Johann David Steingruber, deutscher Baumeister († 1787)
- 27. August: Johann August von Berger, deutscher Jurist († 1770)

### September bis Dezember
- 14. September: Johann Caspar Heimburg, deutscher Rechtswissenschaftler († 1773)

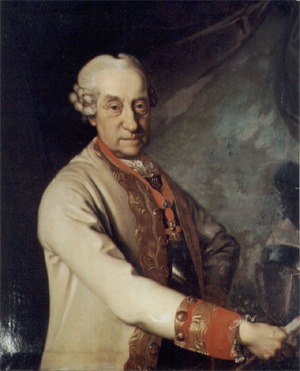
Joseph Friedrich von Sachsen-Hildburghausen

- 05. Oktober: Joseph Friedrich von Sachsen-Hildburghausen, Regent von Sachsen-Hildburghausen und kaiserlicher Generalfeldmarschall († 1787)
- 06. Oktober: Philipp Ernst Lüders, deutscher evangelischer Probst, Landwirtschaftsreformer, Pädagoge und Agrarökonom († 1786)
- 09. Oktober: Wilhelm von Fermor, russischer General aus einer ursprünglich schottisch-baltischen Familie († 1771)
- 21. Oktober: Friedrich Benedict Carpzov II., deutscher Jurist und Rechtswissenschaftler († 1744)
- 25. Oktober: Christoph II. von Dohna-Schlodien, preußischer General († 1762)
- 05. November: Pietro Longhi, venezianischer Maler († 1785)
- 05. November: Martin Speer, Regensburger Maler († 1765)
- 01. Dezember: Moritz Adolf Karl von Sachsen-Zeitz-Neustadt, Bischof von Königgrätz und Bischof von Leitmeritz, Domherr in Köln, Herzog von SachsenZeitz-Pegau-Neustadt († 1759)
- 02. Dezember: Samuel Engel, Schweizer Bibliothekar, Geograph, Politiker, Philanthrop und Ökonom († 1784)
- 17. Dezember: Philipp von Imhoff, braunschweig-wolfenbüttelscher Generalleutnant († 1768)
- 22. Dezember: Jean-Étienne Liotard, Genfer Pastell- und Emailmaler († 1789)
- 26. Dezember: Christoph Friedrich von Rentzell, preußischer Generalleutnant († 1778)
- 29. Dezember: Friedrich von Ahlefeldt, dänischer Offizier und Gutsherr († 1773)
- 31. Dezember: Charles François II. de Montmorency-Luxembourg, Marschall von Frankreich († 1764)

### Genaues Geburtsdatum unbekannt
- Francisco António de Almeida, portugiesischer Komponist († 1755)
- Annibale Antonini, neapolitanischer Romanist, Übersetzer, Grammatiker und Lexikograf († 1755)
- Didier-François d’Arclais de Montamy, französischer Staatsbeamter, Naturgelehrter und Enzyklopädist († 1765)
- Francisco de Melo e Castro, portugiesischer Kolonialverwalter, Gouverneur von Mazagan und Gouverneur von Mosambik († zwischen 1765 und 1777)
- Perkeo, Hofzwerg des Kurfürsten Karl III. Philipp von der Pfalz und Hüter des Großen Fasses im Heidelberger Schloss († 1735)
- Wassili Wassiljewitsch Prontschischtschew, russischer Entdecker und Polarforscher († 1736)
- Alexandre Roussel, französischer hugenottischer Prediger und evangelischer Märtyrer († 1728)
- Jean-Baptiste-François-Joseph de Sade, französischer Diplomat, Offizier, Libertin, Literat und Adliger († 1767)
- Yoshimasu Tōdō, japanischer Mediziner, Chirurg und Geburtshelfer († 1773)

### Geboren um 1702
- Lorenz Pasch der Ältere, schwedischer Maler († 1766)

## Gestorben

### Erstes Halbjahr
- 07. Jänner: Ernst von Trautson, Fürstbischof von Wien (* 1633)
- 09. Januar: Abraham van den Kerckhoven, belgischer Organist und Komponist (* um 1618)
- 30. Januar: Charles Eugène de Croÿ, Feldmarschall im Dienste des römisch-deutschen Kaisers und des russischen Zaren (* 1651)
- 30. Januar: Jost Liebmann, Hoffaktor in Berlin (* 1639)
- 04. Februar: Georg Michael Heber, deutscher Rechtswissenschaftler (* 1652)
- 05. Februar: Johann Gotthard Böckel, deutscher Rechtswissenschaftler (* 1645)
- 09. Februar: Johann Baptist Fischer, Grazer Bildhauer (* 1626)
- 27. Februar: Müneccimbaşı Ahmed Dede, osmanischer Gelehrter, Sufi-Poet, Historiker und Autor (* 1631)
- 01. März: Anna Katharina von Offen, Hofdame und Oberhofmeisterin der Kurfürstin von Hannover (* 1624)
- 06. März: Giovanni Pietro Tencalla, italienisch-schweizerischer Architekt (* 1629)
- 07. März: Maria Franziska von Fürstenberg-Heiligenberg, Markgräfin von Bade (* 1633)
- vor dem 8. März: Jan de Baen, niederländischer Maler (* 1633)
- 08. März: Giovanni Antonio Dario, italienischer Architekt, Steinschneider und Steinmetz in Österreich (* 1630)
- 10. März: Abraham Löwel, deutscher Unternehmer (* 1643)
- 18. März: Christine von Hessen-Eschwege, Herzogin von Braunschweig-Wolfenbüttel-Bevern (* 1648)

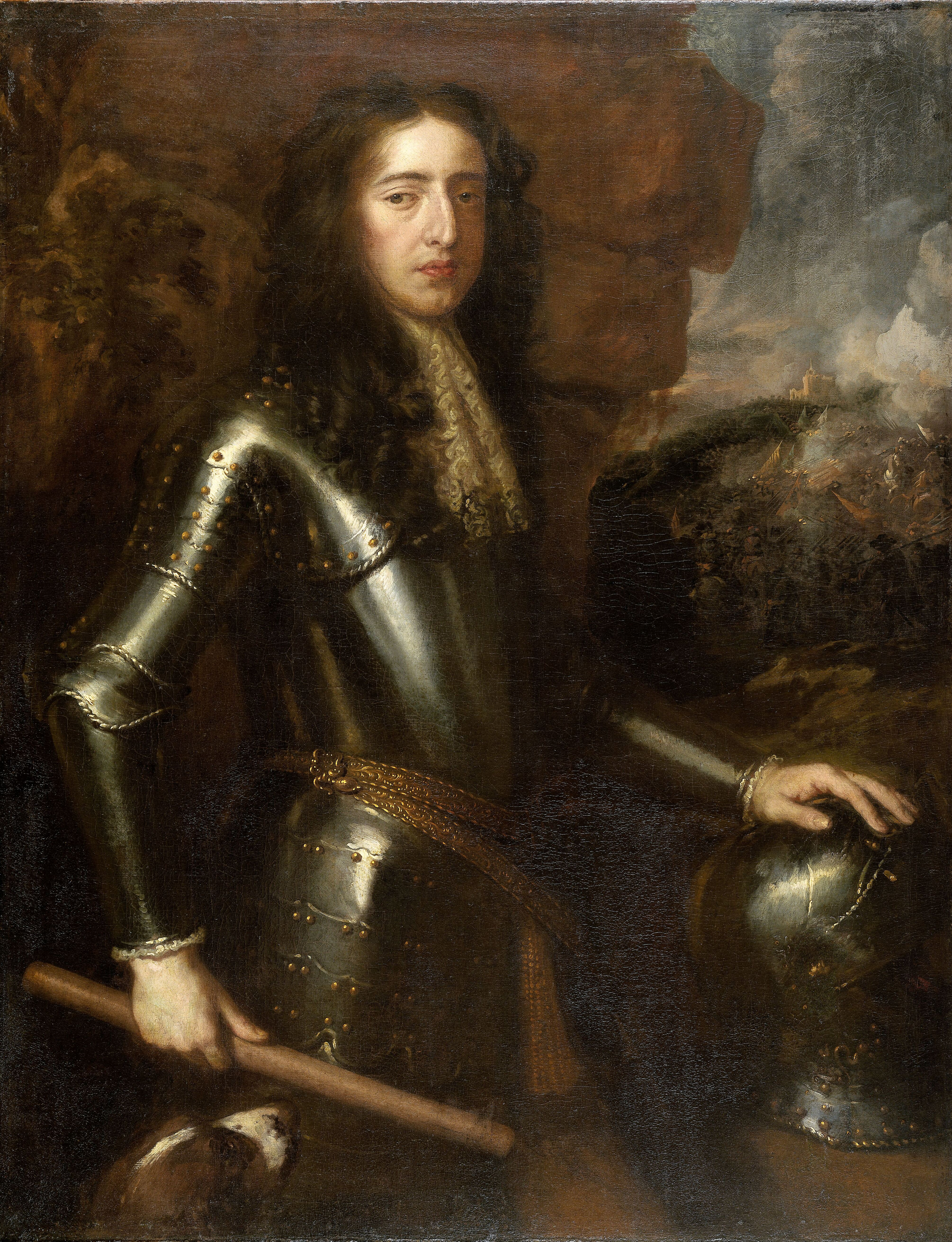
Wilhelm III. von Oranien, der spätere König von England, Schottland und Irland, im Jahre 1677

- 19. März: Wilhelm III., König von England, Schottland und Irland (* 1650)
- 31. März: Filippo Giannetto, sizilianischer Maler (* 1640)
- 03. April: Johann Franz Khuen von Belasi, Fürstbischof von Brixen (* 1649)
- 06. April: Benedict Annon, italienischer Steinmetz und Bildhauer (* 1627)
- 23. April: Margaret Fell, englische Quäkerin (* 1614)
- 27. April: Jean Bart, Korsar aus Dünkirchen in den Diensten des französischen Königs Ludwig des XIV. (* 1650)
- 27. Mai: Dominique Bouhours, französischer Jesuitenpriester, Philologe, Historiker und Verfasser (* 1628)
- 27. Mai: Hans Kogler, oberbayerischer Maurer und Baumeister (* 1642)
- 06. Juni: Andreas Mylius, deutscher Rechtswissenschaftler (* 1649)
- 10. Juni: Christoph Gottfried von Murach, Pfleger im Kurfürstentum Bayern auf Obermurach (* 1656)
- 13. Juni: Isaak le Febvre, französischer Jurist und Hugenotte (* um 1648)
- 16. Juni: Hans Jacob Uhle, deutscher Bildhauer (* 1653)

### Zweites Halbjahr
- 06. Juli: Nicolas Lebègue, französischer Organist, Cembalist und Komponist (* 1631)
- 12. Juli: Bengt Oxenstierna, schwedischer Politiker und Diplomat (* 1623)
- 19. Juli: Friedrich IV., Herzog von Schleswig-Holstein-Gottorf (* 1671)
- 24. Juli: François Langlade, französischer römisch-katholischer Priester, Erzpriester in den Cevennen (* 1647)
- 24. Juli: Hans Rudolph von Minckwitz, kursächsischer Generalleutnant und Gouverneur zu Leipzig (* 1637)
- 03. August: Antonio della Porta, italienischer Baumeister und Architekt (* um 1631)
- 13. August: Jobst Edmund von Brabeck, Fürstbischof von Hildesheim (* 1619)
- 19. August: Anthony Grey, 11. Earl of Kent, englischer Adeliger (* 1645)
- 23. August: Nicolaus von Gersdorf, sächsischer Jurist und Diplomat (* 1629)
- 24. August: Louis Thomas von Savoyen-Carignan, Graf von Soissons, Offizier des französischen und österreichischen Heeres (* 1657)
- 25. August: Friedrich Nitzsch, deutscher Mathematiker und Rechtswissenschaftler (* 1641)
- 08. September: Adolf Brüning, Lübecker Ratsherr (* 1634)
- 17. September: Olof Rudbeck der Ältere, schwedischer Polyhistor (* 1630)
- 25. September: Johann Matthäus Faber, deutscher Mediziner, Leibarzt der Herzöge von Württemberg-Neuenstadt und Stadtarzt von Heilbronn (* 1626)
- September: Amcazade Hüseyin Pascha, Großwesir des Osmanischen Reichs (* 1644)
- 03. Oktober: Sophie Luise von Württemberg, Markgräfin von Brandenburg-Bayreuth (* 1642)
- 14. Oktober: Franz Anton, Graf von Hohenzollern-Haigerloch (* 1657)
- 15. Oktober: José de Garro, spanischer Offizier, Kolonialadministrator und Gouverneur in Tucumán, am Río de la Plata und in Chile (* 1632)
- 15. Oktober: Sophia Henriette von Waldeck, Herzogin von Sachsen-Hildburghausen (* 1662)
- 17. Oktober: Walrad, Fürst von Nassau-Usingen und kaiserlicher General (* 1635)
- 20. Oktober: Jean Restout der Ältere, französischer Maler (* 1666)
- 22. Oktober: Guy Aldonce de Durfort, duc de Lorges, Marschall von Frankreich (* 1630)
- 25. Oktober: Gerhard Schott, Hamburger Jurist und Ratsherr, Gründer und Leiter der Oper am Gänsemarkt (* 1641)
- 02. November: Francisco Antonio de Agurto, Statthalter der Spanischen Niederlande und Vizekönig von Katalonien (* 1640)
- vor dem 3. November: Christoph Zuccalli, Schweizer Architekt und Baumeister (* vor 1650)
- 03. November: Christian Friedrich von Kahlbutz, brandenburgischer Edelmann (* 1651)
- 04. November: Jacob Wächtler, deutscher lutherischer Theologe (* 1638)
- 15. November: John Benbow, englischer Admiral (* 1653)
- 16. Dezember: Henry Fitzjames, illegitimer Sohn von Jakob II. von England (* 1673)
- 27. Dezember: Jacob Arlet, böhmischer Zisterziensermönch, Maler und Kupferstecher (* 1661)

### Genaues Todesdatum unbekannt
- Bahadur Khan II., Emir von Shikarpur
- Jerzy Albrecht Denhoff, Bischof von Krakau (* 1640)
- Johann Zacharias Kneller, deutscher Maler (* 1644)
- Yeshe Dorje, 11. Karmapa der Karma-Kagyü-Schule des tibetischen Buddhismus (* 1676)
- Zeb un-nisa, Tochter des späteren indischen Großmoguls Aurangzeb (* 1638)